# Multumbo
Genre
Multumbo est un genre d'opilions laniatores de la famille des Gonyleptidae.

## Distribution
Les espèces de ce genre sont endémiques de l'État de Rio de Janeiro au Brésil.

## Liste des espèces
Selon World Catalogue of Opiliones (25/08/2021) :
- Multumbo dimorphicus DaSilva & Pinto-da-Rocha, 2007
- Multumbo terrenus Roewer, 1927

## Publication originale
- Roewer, 1927 : « Brasilianische Opilioniden, gesammelt von Herrn Prof. Bresslau in Jahre 1914. » Abhandlungen der Senckenbergischen Naturforschenden Gesellschaft, vol. 40, no 3, p. 333-352.